# Musikåret 1903

## Händelser
- 11 februari – Anton Bruckners  Symfoni nr 9 uruppförs i Wien.
- 10 november – Den slutliga versionen av Jean Sibelius Symfoni nr 2 uruppförs i Stockholm under ledning av Armas Järnefelt.

### Okänt datum
- Skivbolaget "The Grammophone Company" etablerar ett lokalt dotterbolag i Sverige.[1]
- Tyska skivmärket Beka grundas, och ger till en början ut fonografrullar.[2]
- Brittiska skivmärket Nicole grundas.[3]
- Tyska grammofonbolaget "Zonophone" övertas av "The Grammophone Company".[4]

## Födda
- 10 mars – Bix Beiderbecke, amerikansk jazzkornettist och kompositör.
- 9 april – Anna-Lisa Ryding, svensk skådespelare och sångare.
- 18 april – Lulu Ziegler, dansk skådespelare, regissör och sångare.
- 26 april – Karl-Magnus Thulstrup, svensk skådespelare och sångare.
- 1 maj – Gösta Hådell, svensk kompositör, musikdirektör och musiker.
- 3 maj – Bing Crosby, amerikansk sångare och skådespelare.
- 6 maj – Sten Axelson, svensk kompositör, sångare och pianist.
- 12 maj – Lennox Berkeley, brittisk tonsättare.
- 24 maj – Hilding Hallnäs, svensk tonsättare.
- 4 juni – Joel Berglund, svensk operachef och hovsångare (basbaryton).
- 6 juni – Aram Chatjaturjan, armenisk tonsättare.
- 14 juni – Steinar Jøraandstad, norsk skådespelare och sångare.
- 18 juni – Jeanette MacDonald, amerikansk sångare och skådespelare.
- 10 augusti – Lasse Krantz, svensk skådespelare, sångare och revyartist.
- 1 oktober – Vladimir Horowitz, ukrainsk-amerikansk pianist.
- 17 oktober – Gösta Wallenius, svensk textförfattare, kapellmästare, kompositör och arrangör av filmmusik.
- 23 oktober – Hilmer Borgeling, svensk schlagersångare.
- 18 december – Helge Mauritz, svensk skådespelare och sångare.
- 30 december – Einar Groth, svensk violinist, kapellmästare och kompositör.

## Avlidna
- 22 februari – Hugo Wolf, 42, österrikisk tonsättare.
- 1 maj – Luigi Arditi, 80, italiensk tonsättare.
- 30 november – Anna-Kajsa Norman, 83, svensk fiolist och kompositör.

### Fotnoter
1. ↑  ”Svenska samfundet för musikforskning”. 25 april 1903. Arkiverad från originalet den 14 augusti 2010. https://web.archive.org/web/20100814103439/http://musikforskning.se/konferenser/2003/abstracts.php?menu=1. Läst 3 juni 2011.
2. ↑  ”78:or & film”. Arkiverad från originalet den 21 juni 2019. https://web.archive.org/web/20190621192141/http://musiknostalgi.atspace.cc/beka.htm. Läst 3 juni 2011.
3. ↑  ”78:or & film”. Arkiverad från originalet den 13 april 2021. https://web.archive.org/web/20210413013428/http://musiknostalgi.atspace.cc/nicole.htm. Läst 3 juni 2011.
4. ↑  ”78:or & film”. Arkiverad från originalet den 21 juni 2019. https://web.archive.org/web/20190621202336/http://musiknostalgi.atspace.cc/zono.htm. Läst 3 juni 2011.